# Christian August Vulpius
Christian August Vulpius (Weimar, 23 januari 1762 – Weimar, 25 juni 1827) was een Duits schrijver.

## Biografie
Vulpius bezocht het gymnasium in Weimar en studeerde vervolgens aan de universiteiten van Jena en Erlangen. Zijn zuster Christiane was de minnares en later de vrouw van Johann Wolfgang von Goethe. Toen Vulpius in 1790 terugkeerde in Weimar, hielp Goethe hem aan werk. In 1797 werd hij registrator van de bibliotheek in Weimar, in 1806 werd hij bevorderd tot hoofdbibliothecaris.
Vulpius schreef zo'n zestig romans, drama's en verhalen. Hij maakte een aantal keren gebruik van de pseudoniemen Anshelmo Mercello Thuring en Tirso de Milano. Zijn bekendste roman werd Rinaldo Rinaldini, der Räuberhauptmann (1798), dit verhaal over een roverhoofdman in Italië werd in de 20e eeuw een aantal keren verfilmd en was de aanleiding voor een Duitse televisieserie (1968).
In 1816 werd Vulpius benoemd tot Groothertogelijke Raad en Ridder in de Orde van de Witte Valk. In 1824 kreeg hij een beroerte, waarna hij zijn werkzaamheden grotendeels moest stoppen. Een aantal maanden na zijn tweede beroerte, in februari 1827, overleed hij.
Vulpius is op 18 mei 1801 in Welkershausen bij Meiningen getrouwd met Sophie Helene Christiane de Ahna (ook: Deahna) (27 januari 1780 − 16 september 1857). Helenes vader Bernhard Johann Georg de Ahna (1750-1800) was raadsheer aan het hof in Meiningen. Zij kregen drie kinderen. Hun zoons Rinaldo (1802-1874) en Felix (1814-1895) bereikten de volwassen leeftijd. Een in 1803 geboren zoontje is jong overleden.